# 兵器广场 (蒙特利尔)
兵器广场（法語：Place d'Armes）是位於加拿大魁北克省蒙特利尔舊城區的一個廣場。蒙特利尔圣母圣殿、圣叙尔皮斯神学院、纽约人寿保险大厦等蒙特利爾的標誌性建築都位於德阿姆廣場。德阿姆廣場是蒙特利爾歷史第二古老的公共廣場。

## 外部連結
- Sutherland, Anne.  (Slideshow). Montreal Gazette. 2011-11-18  [1 January 2012]. （原始内容存档于2011-11-19）.